# Epic: el Musical
Epic: el Musical (conegut com a EPIC, en anglès Epic: The Musical) és un musical format per nou àlbums conceptuals referits com a sagues amb música i lletra de Jorge Rivera-Herrans. És una adaptació de l'Odissea d'Homer explicada a partir de les tècniques del teatre musical. Explica el viatge d'Odisseu des que abandona Troia i fins la seva arribada a Ítaca després de deu anys de guerra. Al llarg del camí s'ha d'enfrontar amb monstres, i déus que volen impedir que arribi al seu destí.
Aquesta proposta fa ús de diverses fonts, així com diversos gèneres musicals i tècniques narratives derivades de l'anime, els videojocs i el teatre. Malgrat que l'autor havia començat a escriure el projecte el 2019, aquest no va esdevenir popular fins al 2021 a través de xarxes socials com ara TikTok.

## Producció
La producció d'Epic: el Musical va començar el 2019 com a part del treball de final de grau de Jorge Rivera-Herrans a la Universitat de Notre-Dame, però va guanyar notorietat el 2021 quan va començar a publicar vídeos a TikTok per documentar el procés creatiu. La primera part del musical, La Saga de Troia (The Troy Saga) es va estrenar el desembre de 2022 i va ser seguida poc després per la Saga dels Ciclops (The Cyclops Saga) a principis de 2023. El projecte va quedar paralitzat a causa d'un procediment judicial entre Rivera-Herrans i la productora encarregada de l'enregistrament musical. La tercera part, la Saga de l'Oceà (The Ocean Saga) va estrenar-se el 2023.
Al llarg de 2023 l'empresa d'enregistrament Blair Russell Productions va demandar Rivera-Herrans amb el pretext de ser els propietaris de les dues primeres sagues d'Epic. L'autor va fer una contrademanda en què declarava ser l'únic escriptor, director musical i veu principal del projecte. Les denúncies van causar un trencament entre l'empresa d'enregistrament i la producció, així que Rivera-Herrans va fundar Winion Entertainment, una empresa independent per poder seguir amb el musical. Es van re-gravar les dues primeres sagues i es van estrenar de manera independent.
Al febrer de 2024 la Saga de Circe (The Circe Saga) va veure la llum, seguida a l'abril del mateix any per la Saga de l'Inframon (The Underworld Saga) que va cloure el primer acte del musical. El segon acte es va presentar el juliol de 2024 amb la Saga del Tro (The Thunder Saga) seguida el juliol de 2024 per la Saga de la Saviesa (The Wisdom Saga). L'octubre de 2024 es va estrenar la penúltima saga, la Saga de la Venjança (The Vengeance Saga) i el 25 de desembre de 2024 va sortir el darrer dels enregistraments, la Saga d'Ítaca (The Ithaca Saga).

## Càsting
La majoria del càsting del musical va ser escollit a través d'audicions fetes a través de TikTok.
- Jorge Rivera-Herrans com a Odisseu, Polifem, Lotòfags, Ciclops i cor.
- Luke Holt com a Zeus, Elpènor i cor.
- Armando Julián com a Euríloc i cor
- Steven Dookie com a Polites.
- Teagan "TE/MO" Earley com a Atena.
- Ayron Alexande com a Perímedes, Antínous i cor.
- Kira Stone com a Èol.
- Anna Lea com a Penèlope i Sirenes.
- Miguel "MICO" Veloso com a Telèmac.
- Steven Rodríguez com a Posidó.
- Tayla Sindel com a Circe.
- Troy Doherty com a Hermes i cor.
- Wanda Herrans com a Anticlea.
- Mason Olshavsky com a Tirèsias.
- KJ Burkhauser com a Escil·la.
- Barbara Wangui com a Calipso.
- Brandon McInnis com a Apol·lo.
- Mike Rivera com a Hefest.
- Janani K. Jha com a Afrodita.
- Earle Gresham Jr com a Ares.
- Sarah "POESY" Botelho com a Hera.
- Diana Rivera-Herrans com a Princesa dels Lotòfags.
- Dennis Diaz com a Eurímac i cor.
- Tristan Caldwell com a Amfinou.
- Jamie Wiltshire com a Melanti.